# Estrées (Aisne)
Estrées település Franciaországban, Aisne megyében. Lakosainak száma 408 fő (2022. január 1.). Estrées Beaurevoir, Gouy, Joncourt és Nauroy községekkel határos.

## Népesség
A település népességének változása:
| Lakosok száma | 474  | 423  | 434  | 412  | 416  | 412  | 412  | 410  | 410  | 408  |
|               | 1968 | 1982 | 1990 | 2006 | 2013 | 2015 | 2017 | 2019 | 2020 | 2022 |